# Alpesisí az 1960. évi téli olimpiai játékokon
Az 1960. évi téli olimpiai játékokon az alpesisí versenyszámait Squaw Valleyben rendezték február 20. és 26. között. A férfiaknál és a nőknél is 3–3 versenyszámban avattak olimpiai bajnokot.

## Éremtáblázat
(A rendező nemzet eltérő háttérszínnel, az egyes számoszlopok legmagasabb értéke, vagy értékei vastagítással kiemelve.)
| Az 1960. évi téli olimpiai játékok éremtáblázata alpesisíben | Az 1960. évi téli olimpiai játékok éremtáblázata alpesisíben | Az 1960. évi téli olimpiai játékok éremtáblázata alpesisíben | Az 1960. évi téli olimpiai játékok éremtáblázata alpesisíben | Az 1960. évi téli olimpiai játékok éremtáblázata alpesisíben | Olimpia  |
| ------------------------------------------------------------ | ------------------------------------------------------------ | ------------------------------------------------------------ | ------------------------------------------------------------ | ------------------------------------------------------------ | -------- |
|                                                              | Ország                                                       | Arany                                                        | Ezüst                                                        | Bronz                                                        | Összesen |
| 1.                                                           | Svájc (SUI)                                                  | 2                                                            | 0                                                            | 0                                                            | 2        |
| 2.                                                           | Ausztria (AUT)                                               | 1                                                            | 2                                                            | 2                                                            | 5        |
| 3.                                                           | Egyesült Német Csapat (EUA)                                  | 1                                                            | 1                                                            | 1                                                            | 3        |
| 4.                                                           | Franciaország (FRA)                                          | 1                                                            | 0                                                            | 2                                                            | 3        |
| 5.                                                           | Kanada (CAN)                                                 | 1                                                            | 0                                                            | 0                                                            | 1        |
|                                                              |                                                              |                                                              |                                                              |                                                              |          |
| 6.                                                           | Egyesült Államok (USA)                                       | 0                                                            | 3                                                            | 0                                                            | 3        |
|                                                              |                                                              |                                                              |                                                              |                                                              |          |
| 7.                                                           | Olaszország (ITA)                                            | 0                                                            | 0                                                            | 1                                                            | 1        |
|                                                              |                                                              |                                                              |                                                              |                                                              |          |
| Összesen                                                     | Összesen                                                     | 6                                                            | 6                                                            | 6                                                            | 18       |

## Érmesek

### Férfi
| Az 1960. évi téli olimpiai játékok férfi érmesei alpesisíben |                                    |        |                                                |        |                                     |        |
| Versenyszám                                                  | Arany                              | Arany  | Ezüst                                          | Ezüst  | Bronz                               | Bronz  |
| Lesiklás                                                     | Jean Vuarnet · Franciaország (FRA) | 2:06,0 | Hans Peter Lanig · Egyesült Német Csapat (EUA) | 2:06,5 | Guy Périllat · Franciaország (FRA)  | 2:06,9 |
| Műlesiklás                                                   | Ernst Hinterseer · Ausztria (AUT)  | 2:08,9 | Hias Leitner · Ausztria (AUT)                  | 2:10,3 | Charles Bozon · Franciaország (FRA) | 2:10,4 |
| Óriás-műlesiklás                                             | Roger Staub · Svájc (SUI)          | 1:48,3 | Pepi Stiegler · Ausztria (AUT)                 | 1:48,7 | Ernst Hinterseer · Ausztria (AUT)   | 1:49,1 |

### Női
| Az 1960. évi téli olimpiai játékok női érmesei alpesisíben |                                           |        |                                      |        |                                                 |        |
| Versenyszám                                                | Arany                                     | Arany  | Ezüst                                | Ezüst  | Bronz                                           | Bronz  |
| Lesiklás                                                   | Heidi Biebl · Egyesült Német Csapat (EUA) | 1:37,6 | Penny Pitou · Egyesült Államok (USA) | 1:38,6 | Traudl Hecher · Ausztria (AUT)                  | 1:38,9 |
| Műlesiklás                                                 | Anne Heggtveit · Kanada (CAN)             | 1:49,6 | Betsy Snite · Egyesült Államok (USA) | 1:52,9 | Barbi Henneberger · Egyesült Német Csapat (EUA) | 1:56,6 |
| Óriás-műlesiklás                                           | Yvonne Rüegg · Svájc (SUI)                | 1:39,9 | Penny Pitou · Egyesült Államok (USA) | 1:40,0 | Giuliana Chenal-Minuzzo · Olaszország (ITA)     | 1:40,2 |